# Psechridae
Psechridae é uma família de aranhas araneomorfas, parte da superfamília Lycosoidea, que inclui aranhas cribeladas que constroem teias com mais de 1 m de diâmetro. Esta família tem uma distribuição natural que inclui a China, Myanmar, Filipinas e Tailândia. Em Taiwan foram encontradas espécies do género Psechrus acima dos 2300 m de altitude.

## Descrição
As fêmeas de Psechrus carregam o seu saco de ovos com as quelíceras, de maneira similar aos membros da família  Pisauridae, grupo que apesar de não ser cribelado apresenta parentesco próximo. Mostram algumas características habituais entre as espécies não cribeladas, como o cuidado parental da prole.

## Sistemática
A família Psechridae integra 30 espécies descritas distribuídas por 2 géneros:
- Fecenia Simon, 1887
- Psechrus Thorell, 1878